# کرملین (دژ)

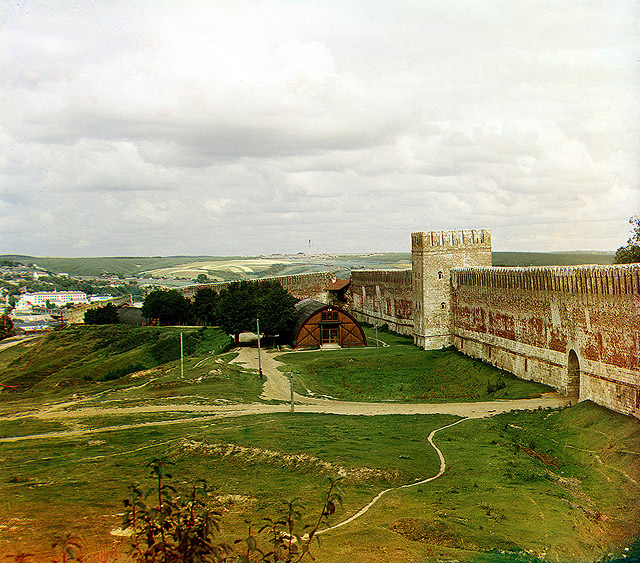
دیوار اسمولنسک در کرملین به سال ۱۹۱۲

کرملین (روسی: кремль، آوانگاری kreml؛ IPA: [ˈkrʲemlʲ]) یک مجموعهٔ کامل از حصارها و دیوارهای ایجاد شده در دوران تاریخی روسیه می‌باشد. امروزه برای اشاره به یکی از معروف‌ترین سازه‌های مرکزی آن یعنی مجموعهٔ کاخ کرملین مشهور است.

## دورنمای تاریخی
کرملین نخستین سنگ بنیاد تاریخ و مرکز فرمانروایی روسیه است، در فرهنگ واژگان روسی به معنای دژ است. این دژ بر فراز تپه‌ای در میان رودخانهٔ نگلین‌نایا که اکنون در بستر آبراهی سرپوشیده از میان باغستان الکساندر ووسکی روان است و رودخانهٔ مسکو که از آن می‌گذرد جای گرفته است.
کرملین در قرن نهم میلادی در راستای پایه‌گذاری یک فرمانروایی نیرومند و یگانه، برای ایستادگی در برابر وارگس‌ها که تیره‌ای از اسکاندیناوی‌های جنگجو بودند ساخته شد، این جنگجویان بیشتر اوقات به این سرزمین یورش می‌آوردند، کرملین چهرهٔ دژی کوچک اما استوار پیدا کرد و رفته‌رفته رو به گسترش نهاد. در همان زمان در دامنهٔ تپه‌های آن خانه‌هایی از چوب و بر دور خانه‌ها بارویی با برج‌های چوبی کشیده شد و از چهرهٔ دژ یا ارگی ساده به ارگ شهری یا همان آکروپولیس کوچک تغییر شکل داد. ارگ شهرها، پایگاه‌هایی نظامی بودند که در نقاط حساس، بر فراز تپه‌ها یا در میان کوه‌ها برای ایستادگی در برابر دشمنان پدید می‌آمدند و در ساختار تاریخ کشورها نقش کارسازی داشتند، ارگ‌شهر کرملین دست‌کم تا پیش از یورش تاتارها به سال ۱۲۳۸ میلادی دست‌نخورده بر جای ماند.

## نگارخانه

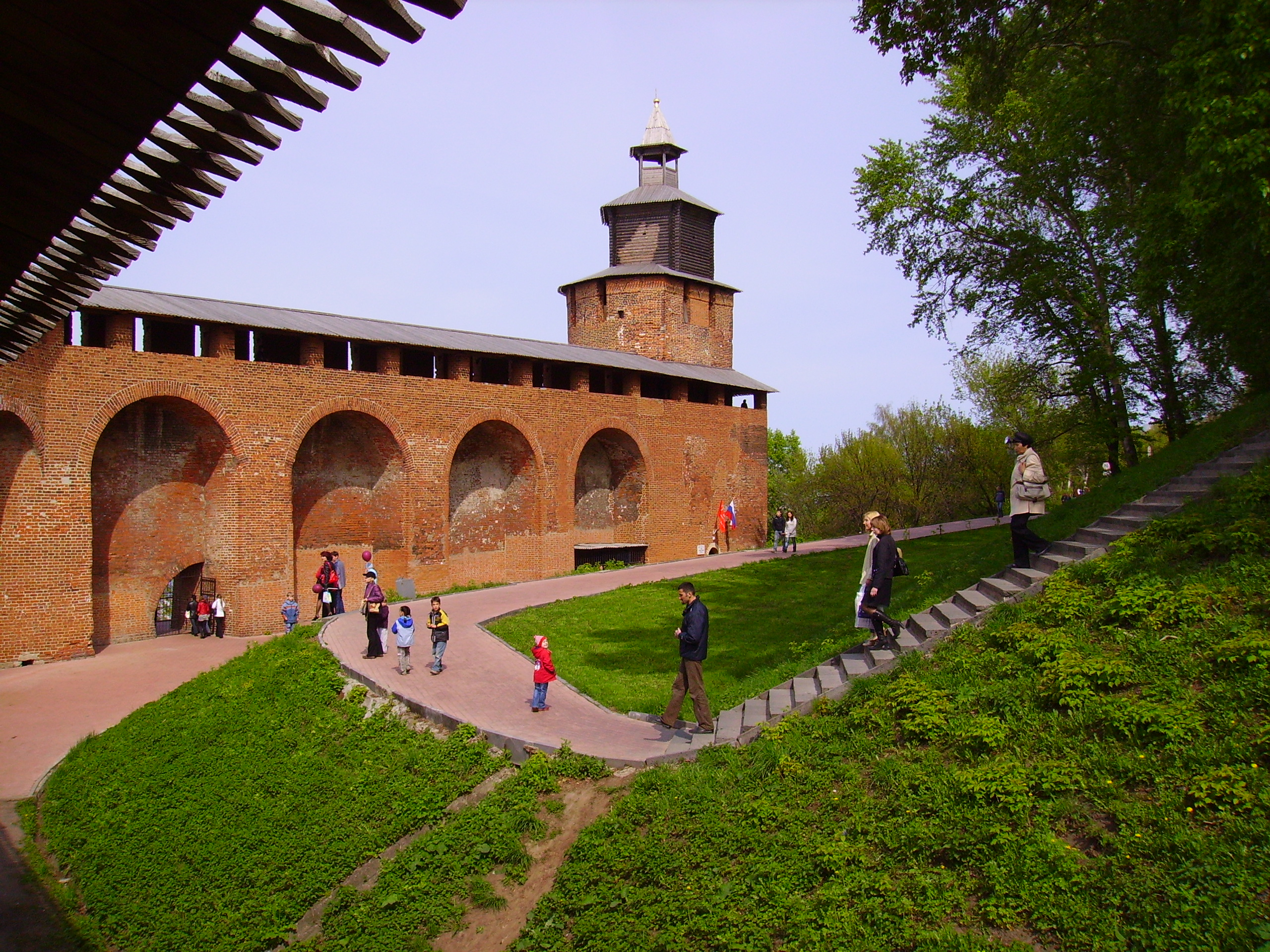
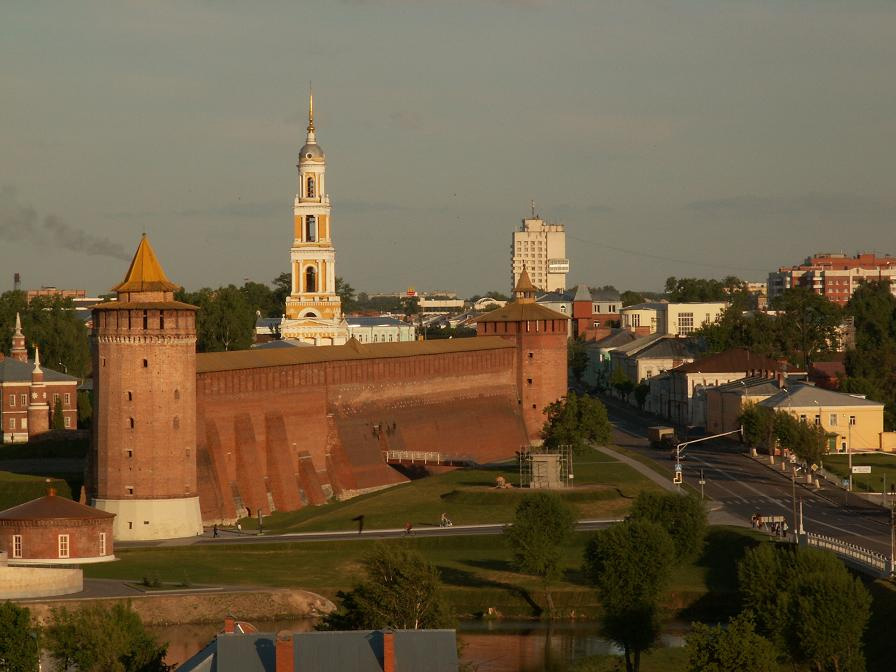